# Gaj Svetonij Pavlin
Gaj Svetonij Pavlin (Gaius Suetonius Paulinus), rimski general iz Julijsko-klavdijske dinastije, 1. stoletje
Pavlin je najbolj znan po zatiranju velikega upora kraljice Boudice leta 61 kot guverner province Britanije.

## Biografija
Leta 40 je bil Pavlin pretor, naslednje leto pa je bil imenovan za guvernerja Mavretanije. V Kaligulovi službi je zatrl upor v goratih delih Mavretanije. Leta 58 je bil konzul, naslednje leto pa imenovan za guvernerja Britanije. Paulinus je napadel otok Mona (Ynys Môn), središče britanskih druidov in zatrl Boudikin upor. Sodeloval je tudi v državljanski vojni leta 68 n. št., znani kot leto štirih cesarjev, v vojski cesarja Otona. Ujela ga je Vitelijeva vojska, vendar je bil pomiloščen, ker naj bi bitko namerno izgubil. Njegova nadaljnja usoda ni znana.